# Rising Zan: The Samurai Gunman
Rising Zan: The Samurai Gunman — приключенческая игра, разработанная UEP Systems и изданная Agetec для PlayStation в 1999 году.

## Сюжет
Главный герой вырос на Старом западе, где оттачивал навыки стрельбы. Затем он отправился в Японию, чтобы учиться у таинственного мастера-самурая, и овладел катаной.
По возвращении он обнаруживает, что его родной город наводнëн ниндзя. Он должен использовать свой набор навыков и вернуть порядок.

## Критика
| Сводный рейтинг    | Сводный рейтинг  |
| Агрегатор          | Оценка           |
| ------------------ | ---------------- |
| GameRankings       | 68,81 %          |
| Иноязычные издания |                  |
| Издание            | Оценка           |
| AllGame            | [ 3 ]            |
| EGM                | 7,375/10         |
| Famitsu            | 29/40            |
| GameFan            | 85 % (G.N.) 84 % |
| Game Informer      | 8/10             |
| GameSpot           | 6,5/10           |
| IGN                | 8,5/10           |
| Next Generation    | [ 11 ]           |
| OPM                | [ 12 ]           |

Игра получила смешанные отзывы, согласно сайту GameRankings.